# Лаура Джейн Аддамс
Лаура Джейн Аддамс (англ. Laura Jane Addams; 6 вересня 1860, Седарвіль, Іллінойс — 21 травня 1935, Чикаго) — американська реформаторка, соціолог і філософ, лідерка руху суфражисток у США, знана як «мати соціальної роботи».
Лауреатка Нобелівської премії миру 1931 р. («Удостоєна премії як справжня делегатка всіх миролюбних жінок миру»). Вшанована на «Поверсі спадщини». В її честь названо кратер Аддамс на Венері.

## Життєпис
Народилася в Седарвіллі, Іллінойс. Навчалася в Рокфордській жіночій семінарії.

## Діяльність
Разом з подругою Е. Старр для вирішення соціальних проблем найбідніших верств населення, в тому числі сімей, що емігрували з Європи, заснувала в 1889 році в Чикаго за зразком британського Тойнбі-Голу благодійний суспільний центр (англ. settlement house) Голл-Гауз, в якому бажаючі з середнього класу допомагали жінкам-емігранткам з дітьми облаштуватися у США. У Голл-Гаусі було збудовано дитячі ясла, бібліотеку, гімнастичний зал, палітурну майстерню, комунальну кухню, художню студію, музей праці, пансіон для молодих робітниць та інші блоки, що служили нуждам жінок та дітей.
Ініціатива створення таких центрів поширився по всій країні, у 1913 році в США вже було 413 будинків у 32 штатах, до 1920 року — 500 будинків. В Росії за зразком Аддамс С. Т. Шацький та А. У. 3еленко створили культурно-просвітницьку спілку «Сетлемент» (Москва), графиня Софія Паніна — Ліговський народний дім (передреволюційний Петербург).
Була президентом Міжнародної жіночої ліги за мир і свободу (1919—1929).
У 1931 році удостоєна Нобелівської премії миру. Джейн Аддамс була номінована на отримання даної премії 91 раз.

## Особисте життя
Загалом, Аддамс була близька до широкого кола інших жінок і дуже добре вміла залучати їх до участі в програмах Голл-Гауз. Протягом свого життя Аддамс мала романтичні стосунки з деякими з цих жінок, включаючи Мері Розет Сміт та Еллен Старр. Її стосунки дали їй час та енергію для продовження соціальної роботи, отримуючи емоційну та романтичну підтримку. З огляду на те що її романтичні стосунки були виключно з жінками, її, найімовірніше, можна було б описати в сучасних термінах як лесбійку, подібно до багатьох провідних діячок Міжнародної жіночої ліги за мир та свободу того часу.
Її першою романтичною партнеркою була Еллен Старр, з якою вона заснувала Голл-Гауз. Вони познайомилися, коли були студентками Рокфордської жіночої семінарії. У 1889 році вони разом відвідали Тойнбі-Холл і розпочали свій проект поселення, придбавши будинок у Чикаго.
Її другою романтичною партнеркою була Мері Розет Сміт, яка була заможою та підтримувала роботу Аддамс у Голл-Гаузі, і з якою вона жила разом. Історик Ліліан Фейдерман писала, що Джейн була закохана, зверталася до Мері як «Моя завжди дорога», «Люба» та «Найдорожча». Фейдерман дійшла висновку, що вони поділяли близькість подружньої пари. Вони залишалися разом до 1934 року, коли Мері померла від пневмонії після 40 років спільного життя.
Казали, що «Мері Сміт стала і завжди залишалася найвищою та найчіткішою нотою в музиці, що була особистим життям Джейн Аддамс». Разом вони володіли літнім будинком у Бар-Гарборі, штат Мен. Коли вони були нарізно, вони писали одна одній принаймні раз на день, а іноді й двічі. Аддамс писала Сміт: «Я жахливо сумую за тобою і буду твоєю до смерті». Листи також показують, що жінки вважали себе подружньою парою: «Є сенс у звичці одружених людей триматися разом», — писала Аддамс Сміт.

## Основні твори
- «A Belated Industry» The American Journal of Sociology Vol. 1, No. 5 (березень 1896), ст. 536–550 На JSTOR
- The subjective value of a social settlement (1892) онлайн [Архівовано 17 травня 2020 у Wayback Machine.]
- Hull-House Maps and Papers: A Presentation of Nationalities and Wages in a Congested District of Chicago, Together with Comments and Essays on Problems Growing Out of the Social Conditions (1896; передрук 2007) фрагменти повний текст
- "Ethical Survivals in Municipal Corruption, " International Journal of Ethics Vol. 8, No. 3 (квітень 1898), ст. 273–291 на JSTOR
- "Trades Unions and Public Duty, " The American Journal of Sociology Vol. 4, No. 4 (січень 1899), ст. 448–462 JSTOR [Архівовано 27 березня 2019 у Wayback Machine.]
- "The Subtle Problems of Charity, " The Atlantic monthly. Volume 83, Issue 496 (лютий 1899) ст. 163–179 онлайн на MOA [Архівовано 2 травня 2006 у Wayback Machine.]
- «Демократія і соціальна етика» (Democracy and social ethics, 1902): з 1902 по 2006 англійською надруковано 23 видання та збережено у 1,570 бібліотеках по всьому світу. Онлайн на Internet Archive Онлайн на Harvard Library [Архівовано 17 травня 2020 у Wayback Machine.]
- Child labor (1905) Harvard Library [Архівовано 17 травня 2020 у Wayback Machine.]
- "Problems of Municipal Administration, " The American Journal of Sociology Vol. 10, No. 4 (січень 1905), ст. 425–444 JSTOR [Архівовано 27 березня 2019 у Wayback Machine.]
- "Child Labor Legislation — A Requisite for Industrial Efficiency, " Annals of the American Academy of Political and Social Science Vol. 25, Child Labor (травень 1905), ст. 128–136 JSTOR [Архівовано 27 березня 2019 у Wayback Machine.]
- «Нові ідеали миру» (New ideals of peace, 1906): 3 1906 по 2007 англійською надруковано 13 видань та збережно у 686 бібліотеках світу. На Internet Archive
- The operation of the Illinois child labor law, (1906) Harvard Library [Архівовано 17 травня 2020 у Wayback Machine.]
- National protection for children 1907 Harvard Library [Архівовано 17 травня 2020 у Wayback Machine.]
- The Spirit of Youth and the City Streets (1909): з 1909 по 1972 16 видань англійською, збережено 1,094 бібліотеками світу. ГуглКниги [Архівовано 29 травня 2016 у Wayback Machine.], Harvard Library [Архівовано 17 травня 2020 у Wayback Machine.]
- Twenty Years at Hull-House: With Autobiographical Notes, 1910: до 2007 72 англійських видання в 3250 бібліотеках світу. На A Celebration of Women Writers [Архівовано 24 березня 2019 у Wayback Machine.] Harvard Library [Архівовано 24 червня 2020 у Wayback Machine.]
- A new conscience and an ancient evil (1912): до 2003 14 англ.видань у 912 бібліотеках. Harvard Library [Архівовано 17 травня 2020 у Wayback Machine.]
- З Emily Greene Balch та Еліс Гамільтон. Women at the Hague: The International Congress of Women and Its Results (1915), передруковано Harriet Hyman Alonso (2003). 91 ст. Harvard Library [Архівовано 17 травня 2020 у Wayback Machine.]
- The Long Road of Woman's Memory (1916). Internet Archive Harvard Library [Архівовано 17 травня 2020 у Wayback Machine.], також передруковано U. of Illinois Press, 2002. 84 ст.
- Peace and Bread in Time of War (1922): до 2002 року 12 видань англійською у 835 бібліотеках світу. Онлайн-випуск [Архівовано 11 лютого 2011 у Wayback Machine.], Harvard Library [Архівовано 17 травня 2020 у Wayback Machine.]
- My Friend, Julia Lathrop (1935; передрук U. of Illinois Press, 2004). 166 ст.
- Jane Addams: A Centennial Reader (1960). Онлайн-видання [Архівовано 11 лютого 2011 у Wayback Machine.]
- Elshtain, Jean B (ред). The Jane Addams Reader (2002), 488 ст.
- Lasch, Christopher, (ред). The Social Thought of Jane Addams (1965).

## Галерея

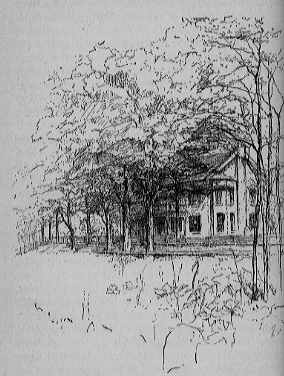
Місце народження Аддамс у Седарвіль, Іллінойс
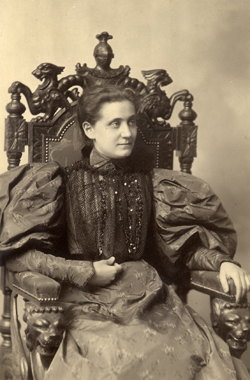
Недатований портрет (Cox, Чикаго)
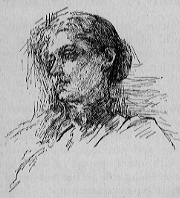
Портрет Alice Kellogg Tyler[en], 1892.
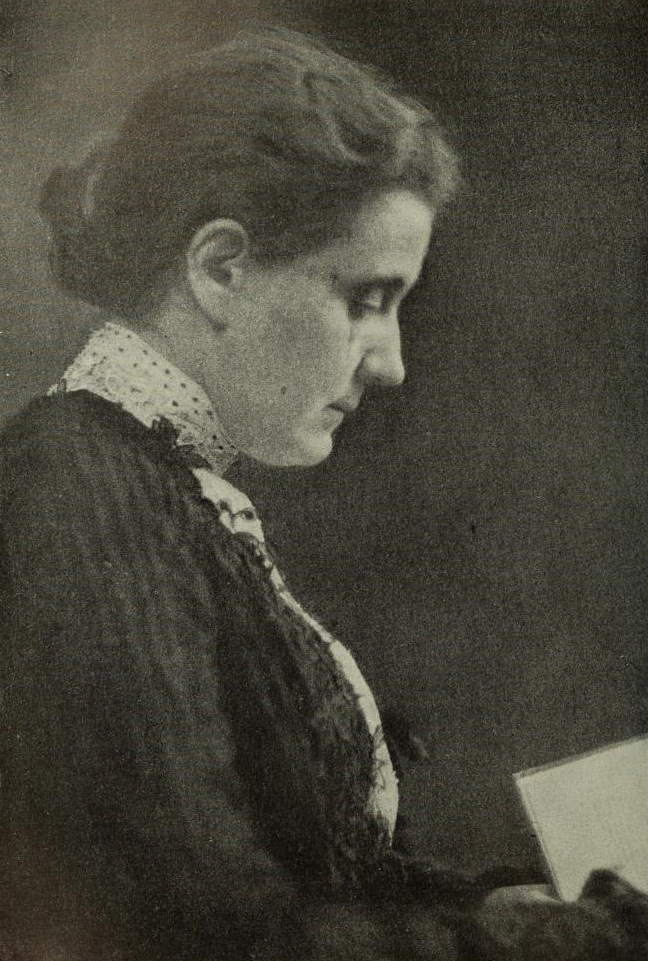
Фото Elizabeth B. Brownell, 1902, Чикаго. З книги The World's Work (1909)
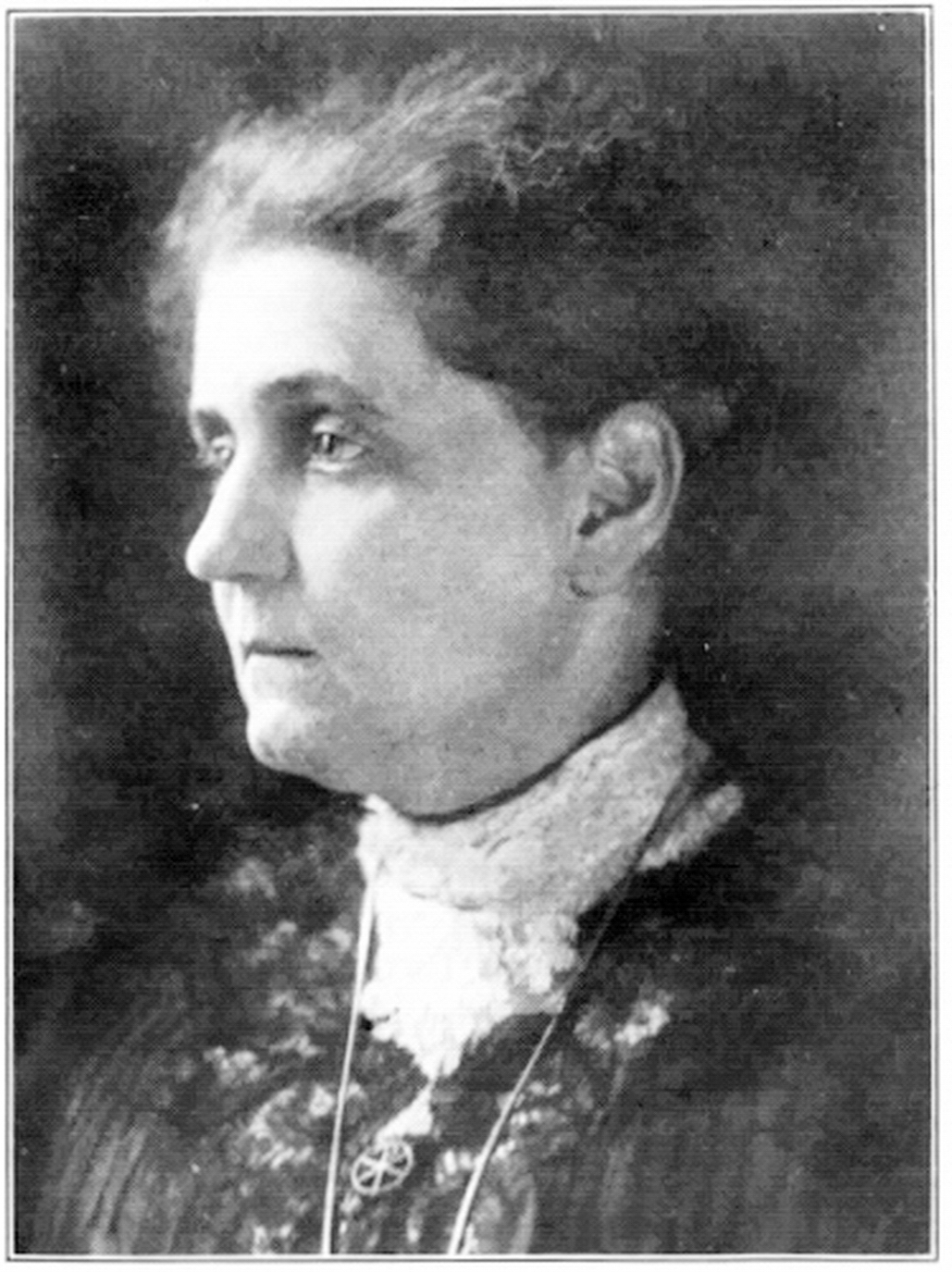
З книги "Woman Triumphant" Rudolf Cronau[en] (1919).
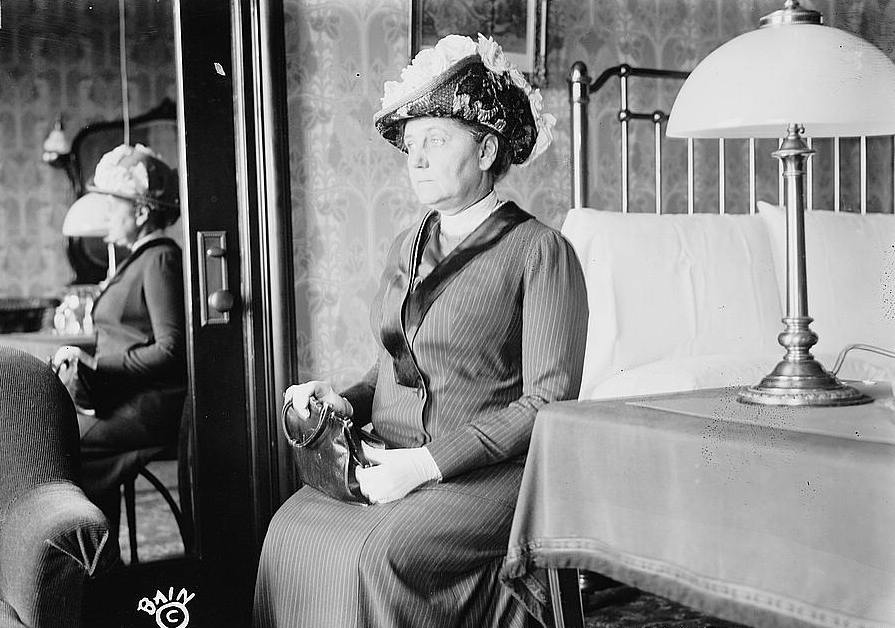
1 січня 1900
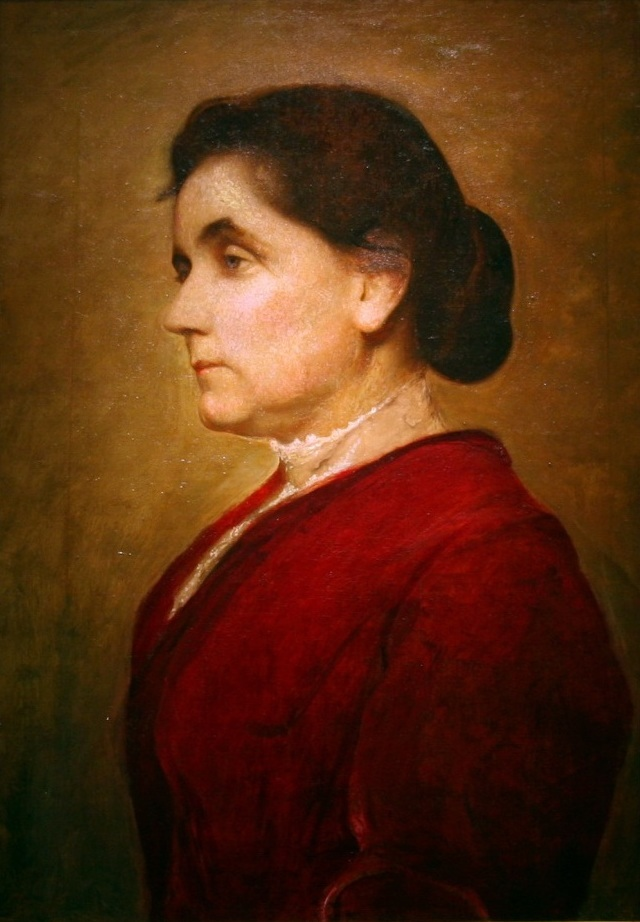
Портрет Джорджа де Форест Браша, 1905
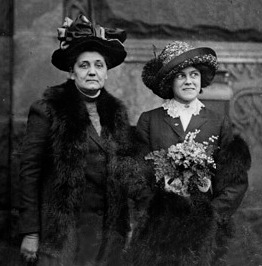
Делегація від Гол-Гаузу до Women's Suffrage Legislature: з Елізабет Бурке[en] (Чиказький університет), 1911
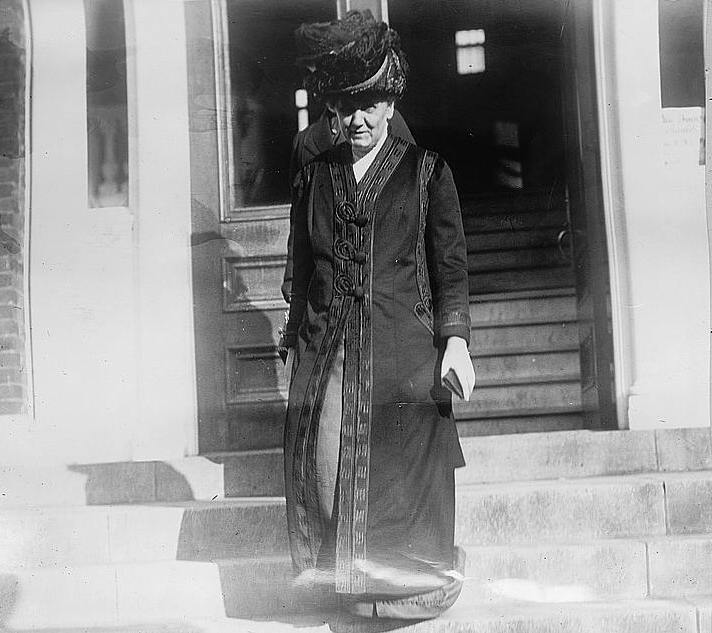
Покидаючи Mercy Hospital, 1912
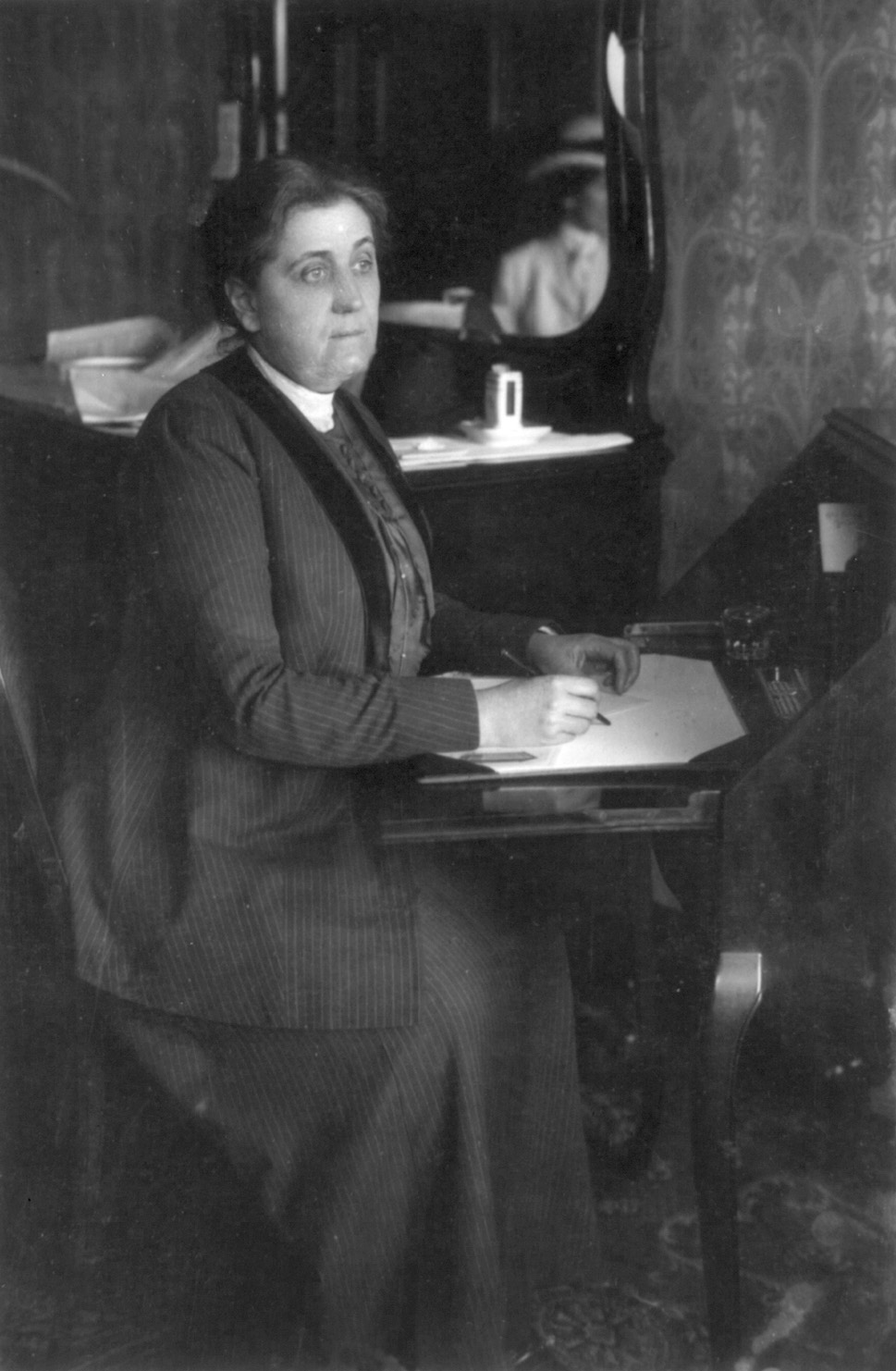
30 жовтня 1912
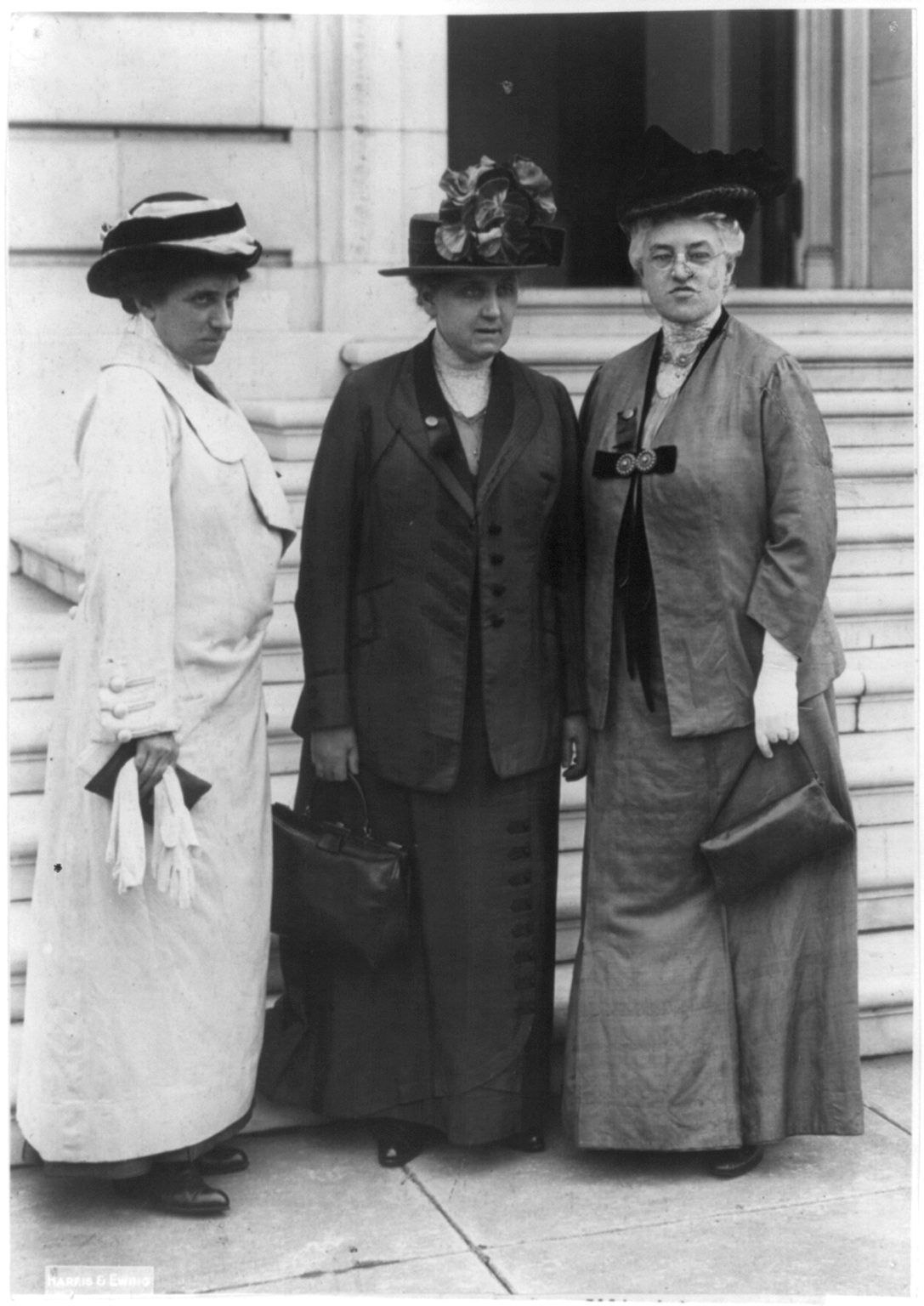
З Джулією Латроп[en] та Мері Макдавел[en], Вашингтон, 1913
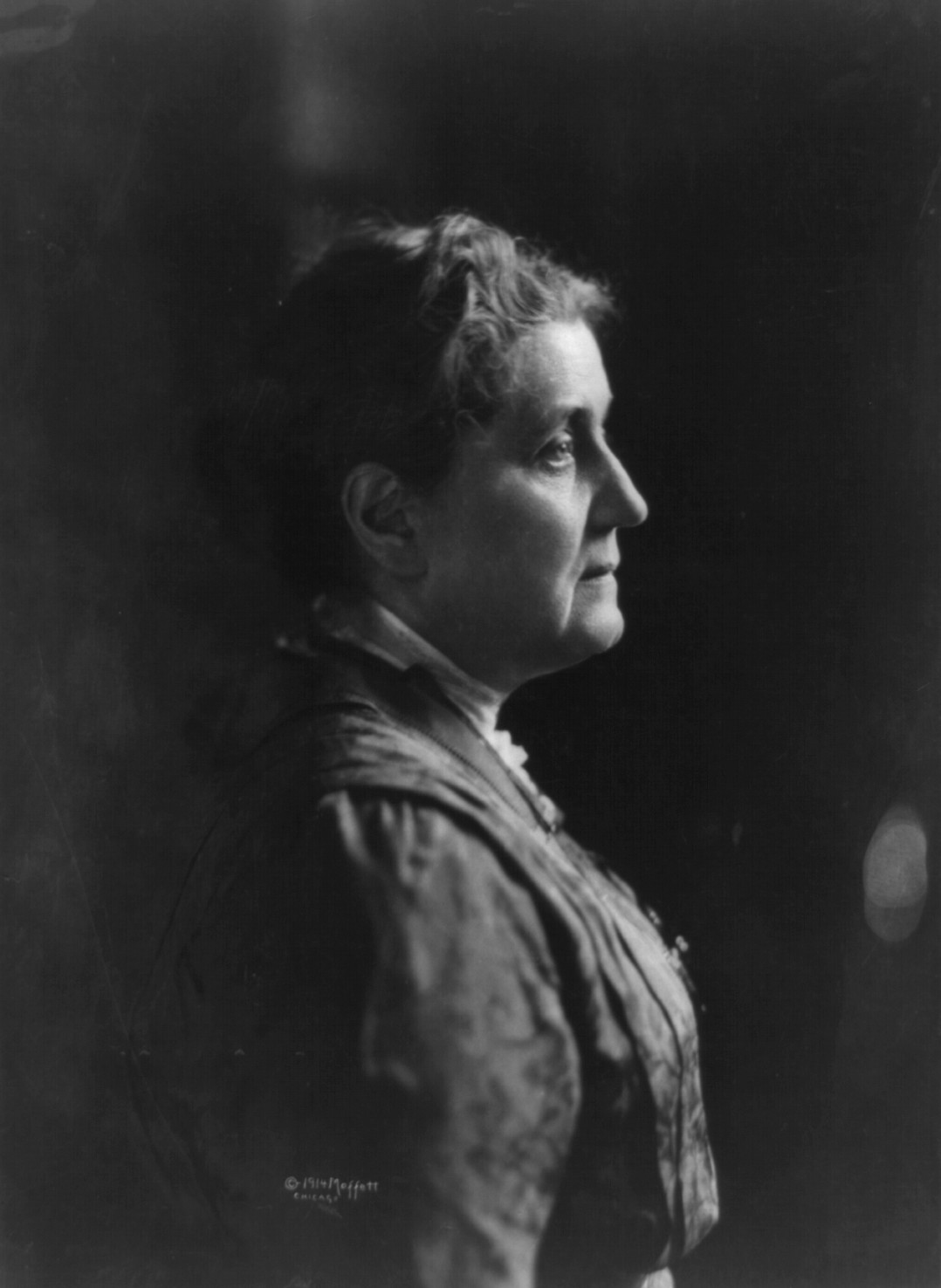
1914
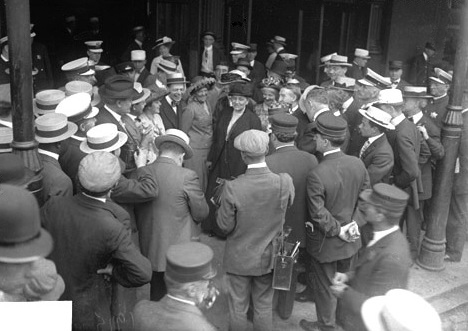
Виступ перед натовпом, 22 липня 1915
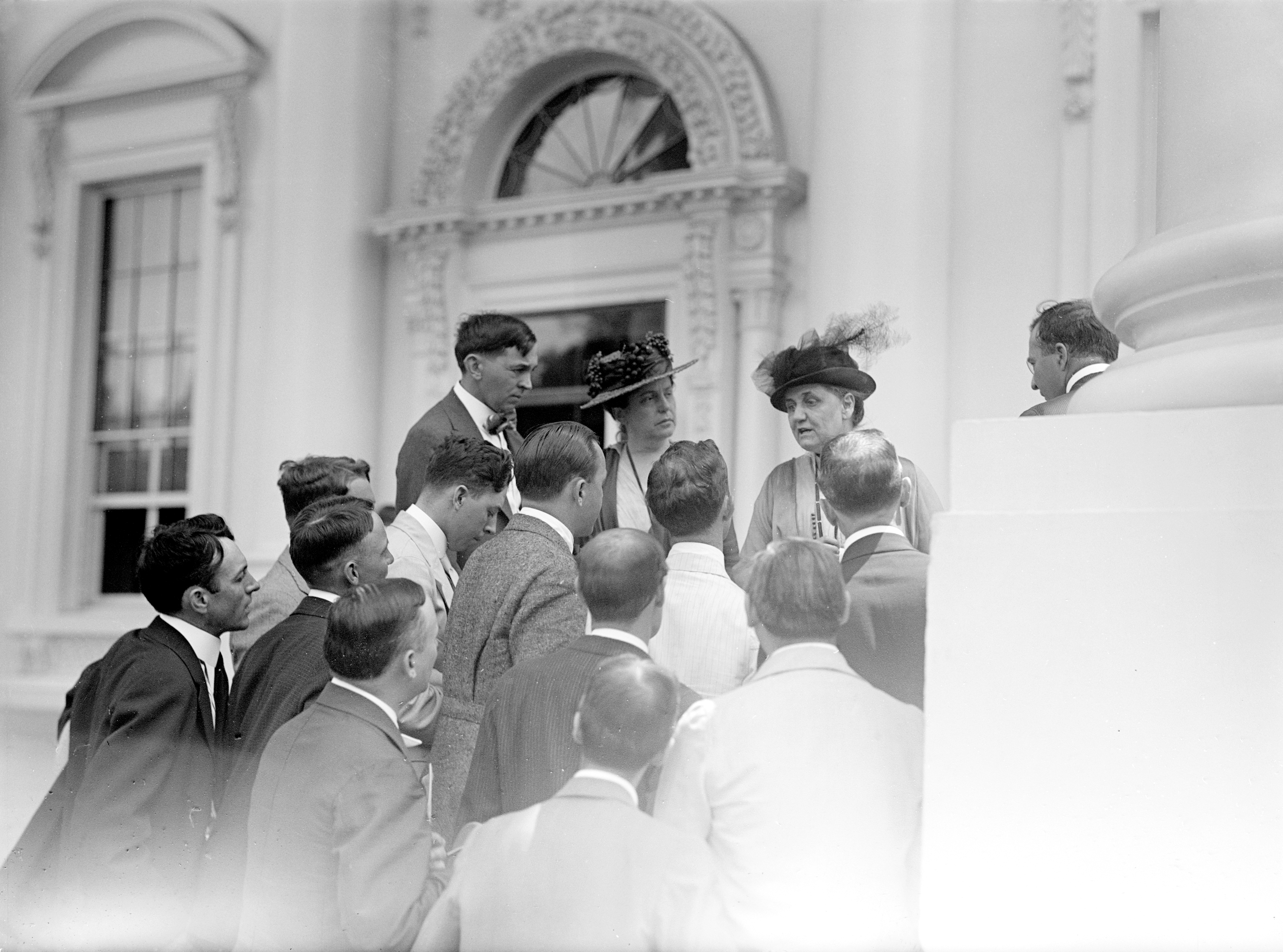
З Ліліан Волд перед пресою, 1916
Фотопортрет, близько 1919
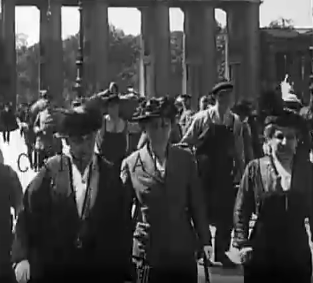
З Еліс Гамільтон та Алеттою Якобз у Берліні, травень 1915.
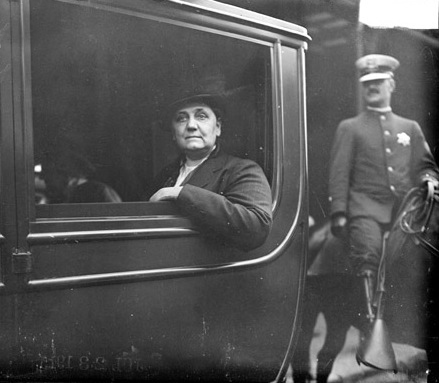
У машині, 22 липня 1915
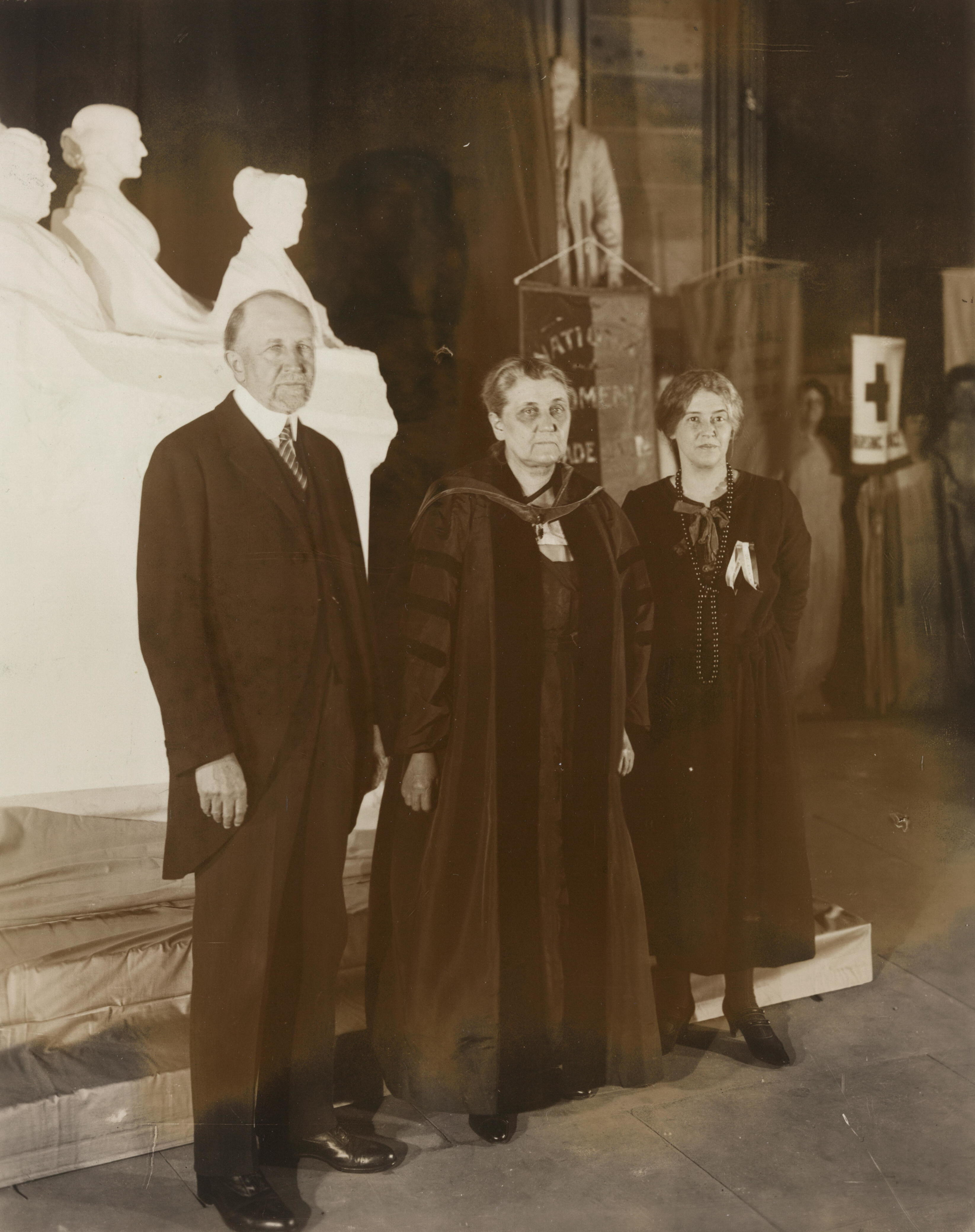
З Сарою Бард Філд[en] біля меморіалу Сьюзен Б. Ентоні, Елізабет Кеді Стентон і Лукреції Мотт, 15.02.1921
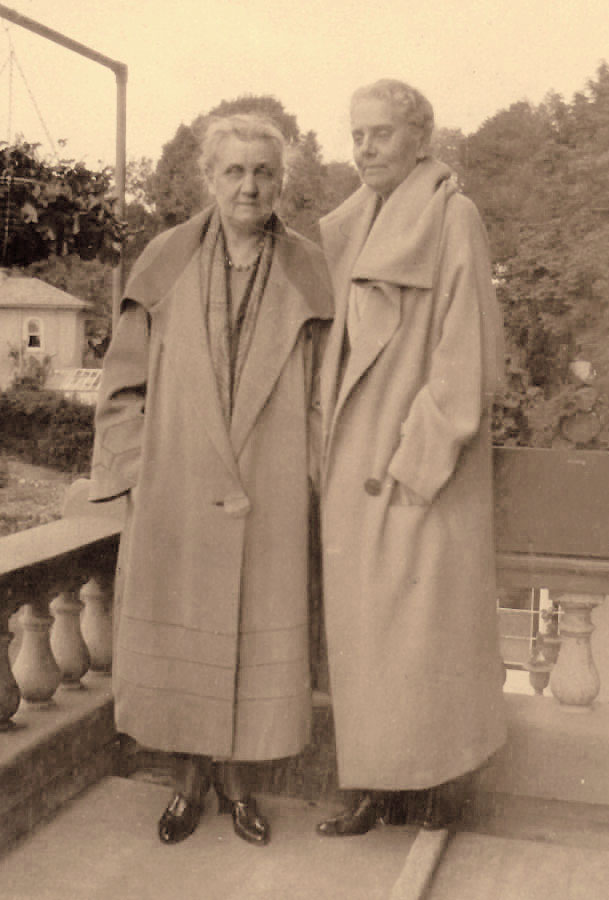
З Мері Розе Сміт[en], 1923.
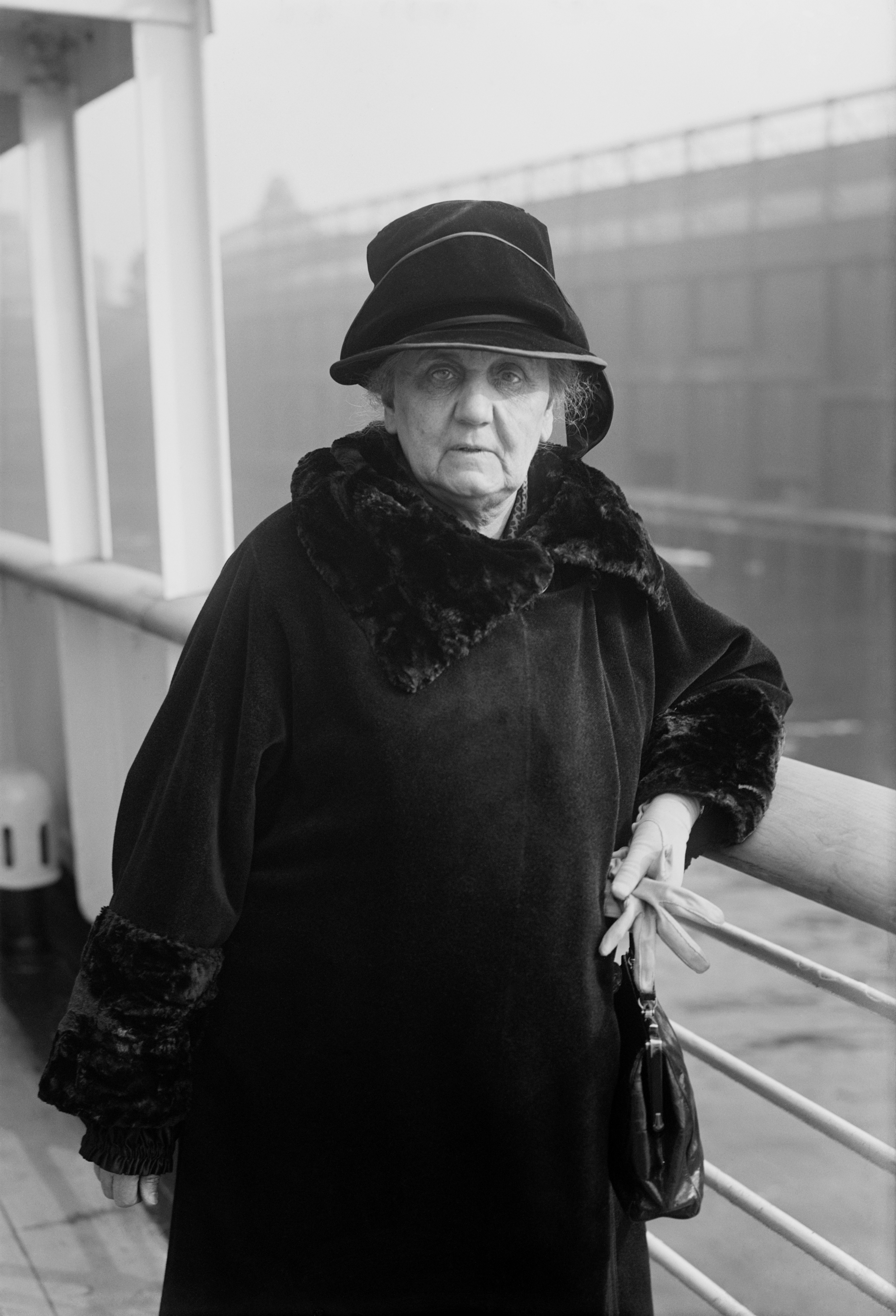
1924 чи 1926
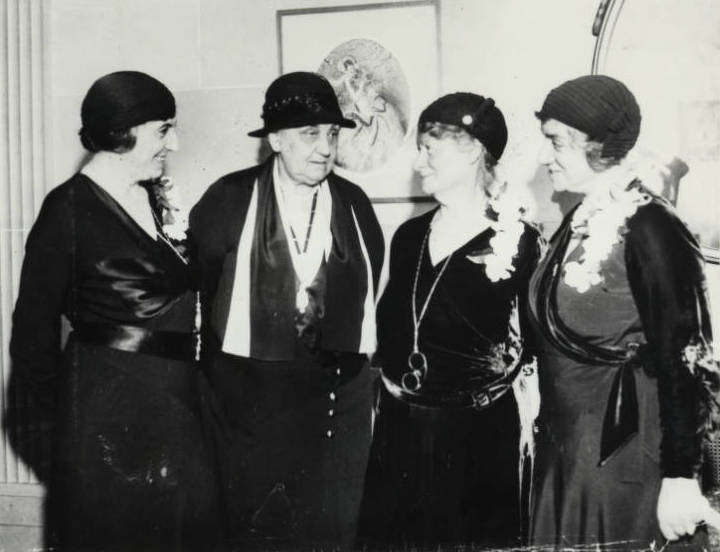
З Fanny Brin, Ханною Соломон[en] та Gershon Levi на National Council of Jewish Women's convention, Чикаго, 1934.
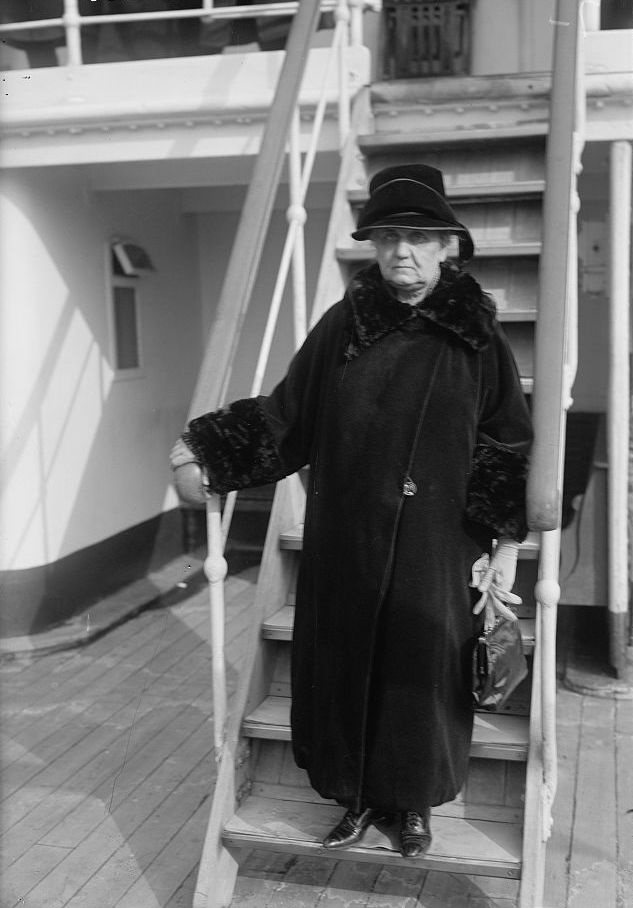
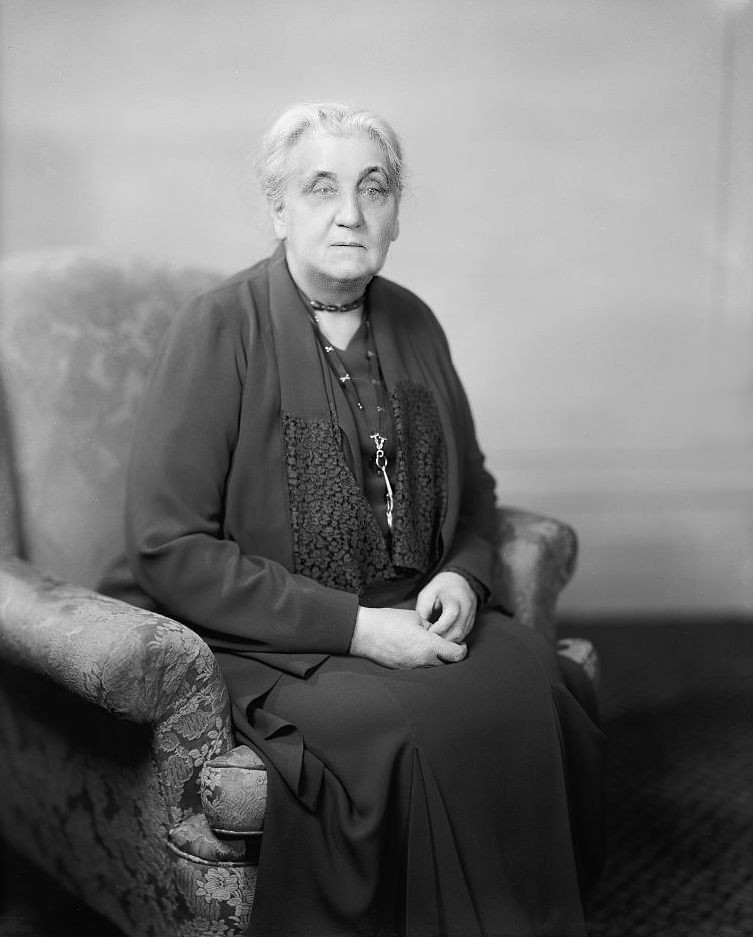
Між 1905 та 1945
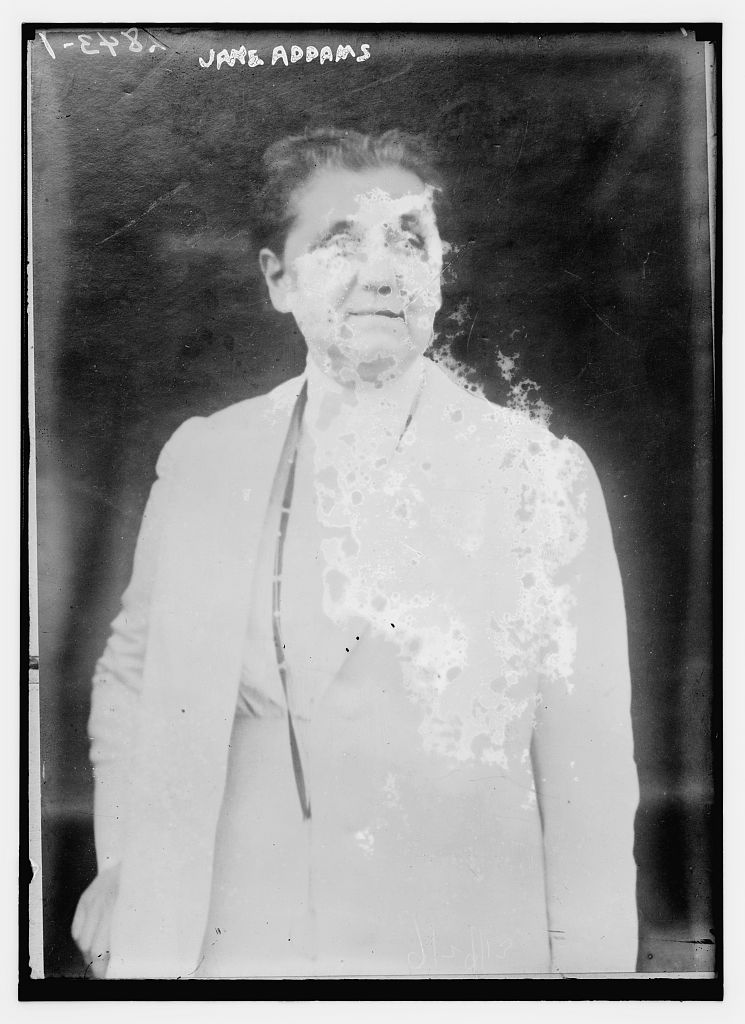
Між 1910 та 1915
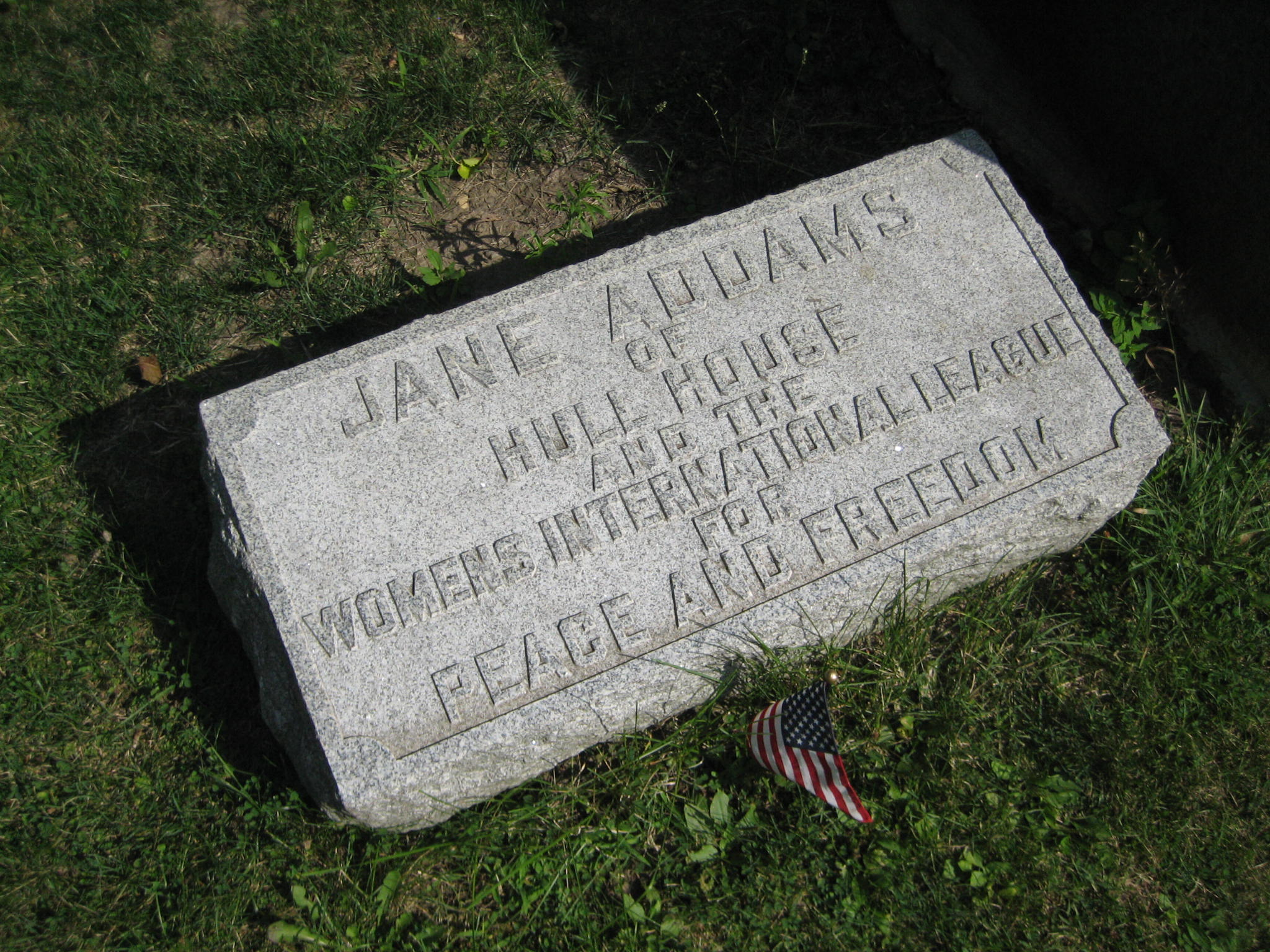
Могила Джейн Аддамс
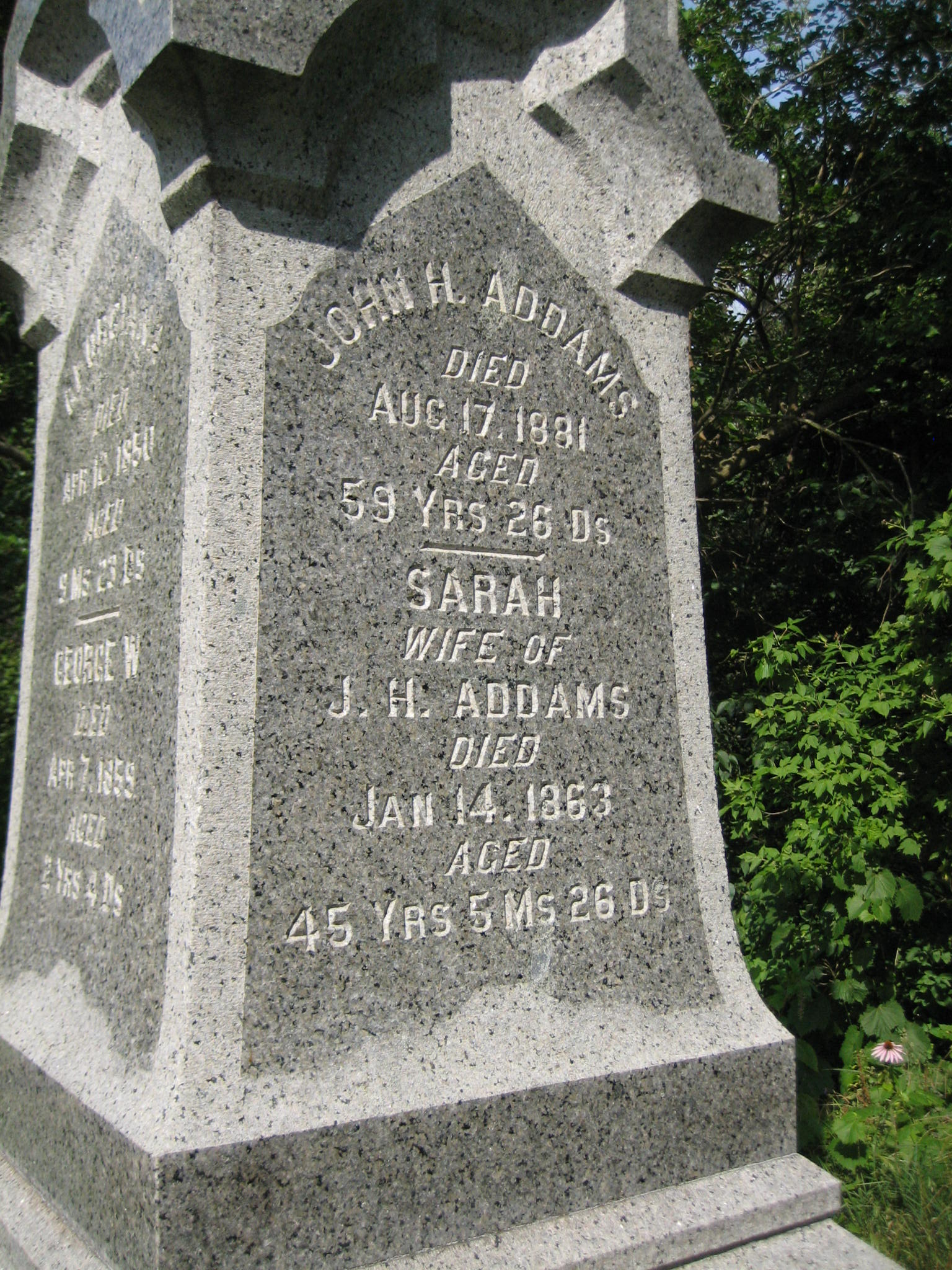
Надгробок Джейн Аддамс
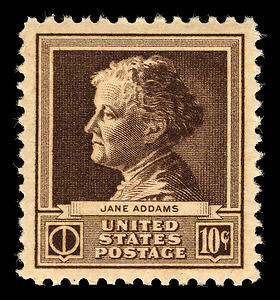
На поштовій марці США (серія Famous Americans) 1940 року
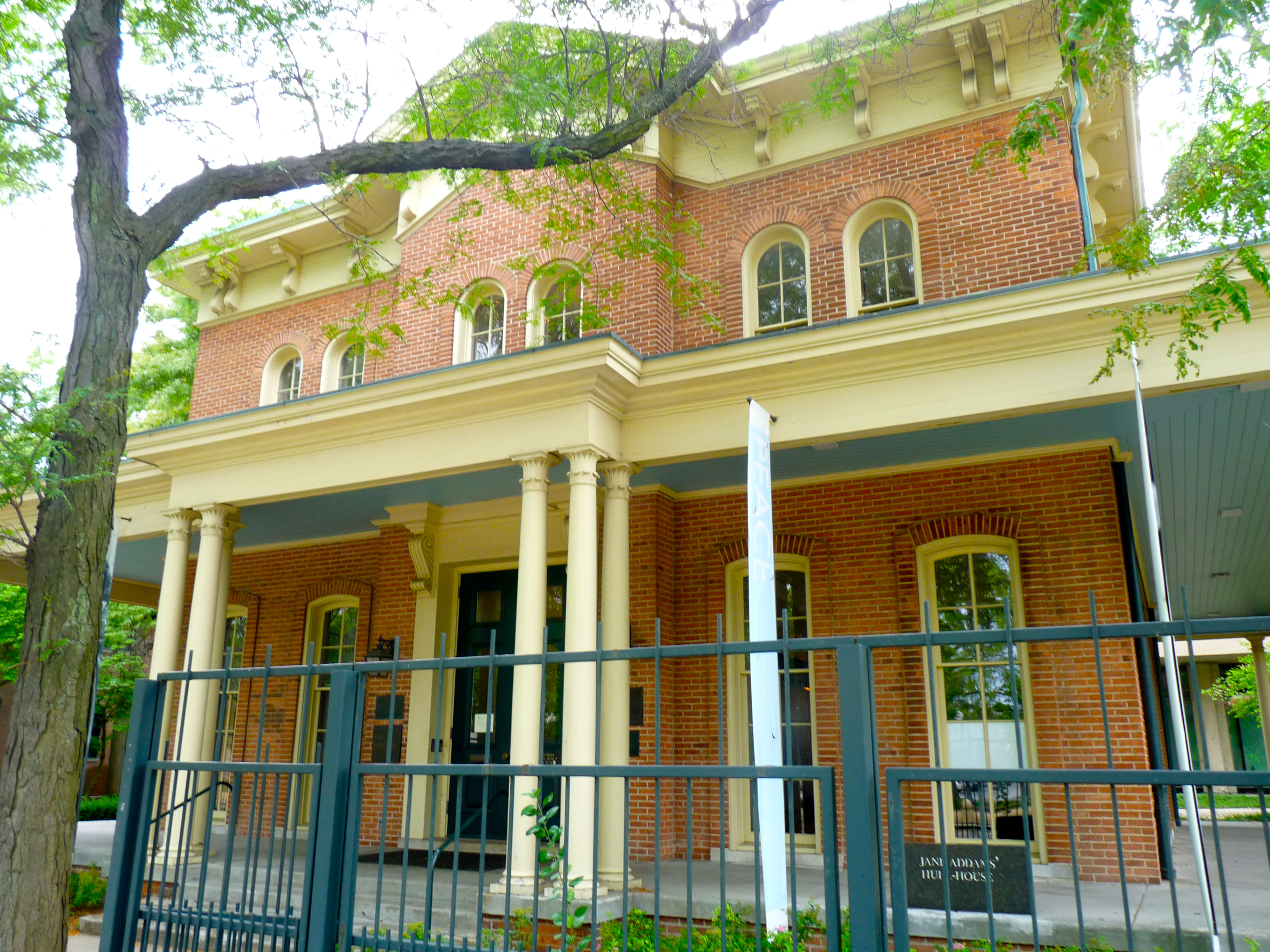
Гол-Гауз Аддамс
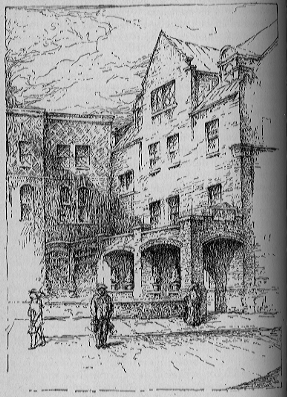
Головний вхід у Гол-Гауз
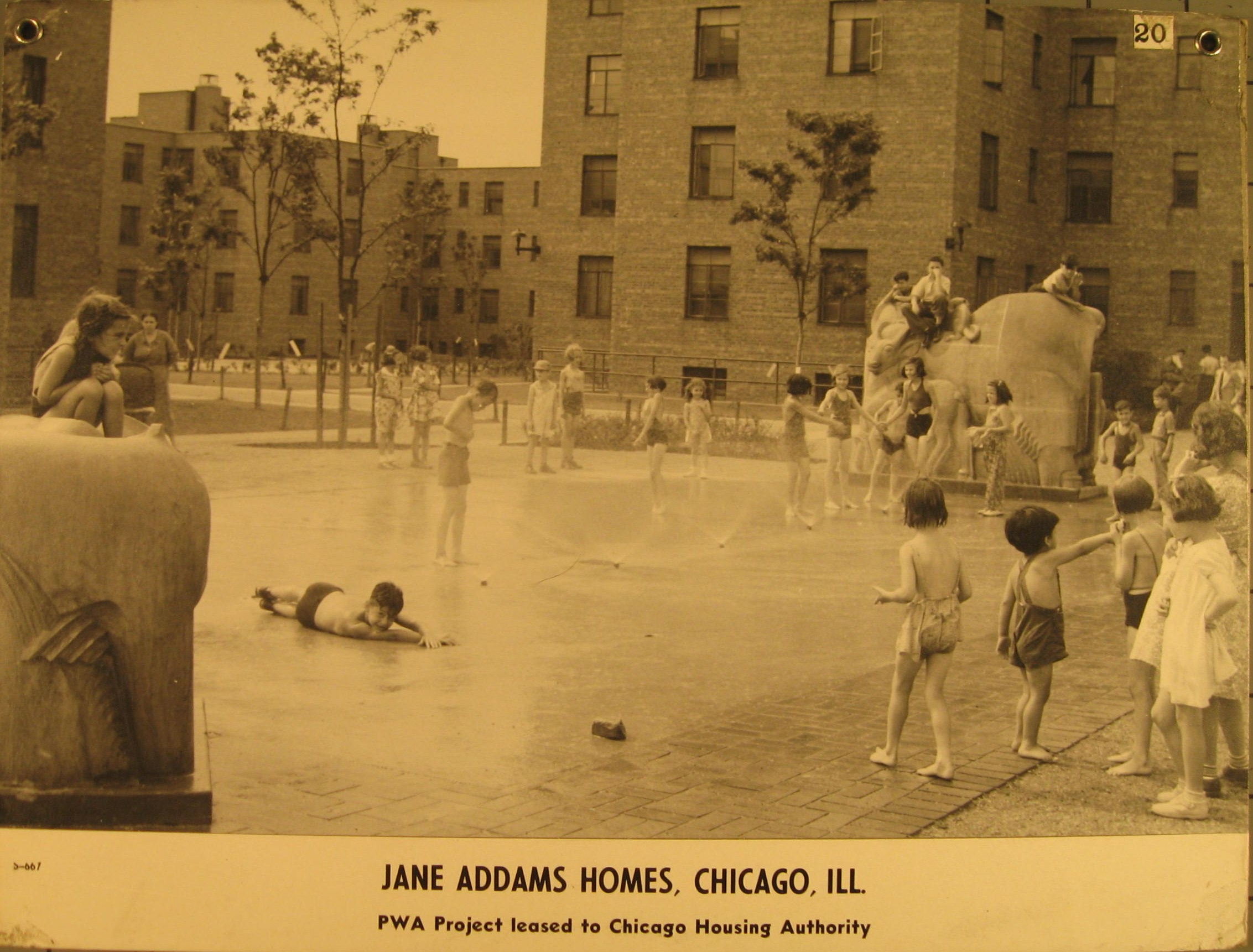
Jane Addams Homes у Чикаго